# Claudius Gondy
Jean Claudius Albert Gondy (Dyo, 1843 - Besançon, 1901) est un homme politique français, qui fut maire de Besançon de 1898 à 1901.

## Biographie
Claudius Gondy est originaire de Saône-et-Loire, et se tourne vers l'horlogerie dont il a repris l'affaire lancée par son père en 1865 à La Chaux-de-Fonds,. Conseiller municipal en 1889 rattaché aux radicaux-socialistes, il est élu maire de Besançon en 1898,,. Chevalier de légion d'honneur, Gondy fut également conseiller général du Canton de Besançon-Sud, président de la Chambre de commerce et d'industrie du Doubs, président du syndicat de la fabrique d'horlogerie, directeur intérimaire de l’École nationale d'horlogerie, et propriétaire du journal Le Progrès du Doubs, jusqu'à son décès le 3 septembre 1901. Il est inhumé au cimetière des Chaprais.